# Collington
Collington – wieś i civil parish w Anglii, w hrabstwie Herefordshire. W 2001 civil parish liczyła 61 mieszkańców. Collington jest wspomniana w Domesday Book (1086) jako Col(l)intune.